# Le Berger et la Mer
Le Berger et la Mer est la deuxième fable du livre IV de Jean de La Fontaine situé dans le premier recueil des Fables de La Fontaine, édité pour la première fois en 1668.
Du rapport d'un troupeau dont il vivait sans soins,

Se contenta longtemps un voisin d'Amphitrite:

            Si sa fortune était petite,

            Elle était sûre tout au moins.

A la fin, les trésors déchargés sur la plage

Le tentèrent si bien qu'il vendit son troupeau,

Trafiqua  de l'argent, le mit entier sur l'eau.

            Cet argent périt par naufrage.

Son maître fut réduit à garder les brebis,

Non plus berger en chef comme il était jadis,

Quand ses propres moutons paissaient sur le rivage:

Celui qui s'était vu Coridon ou Tircis 

            Fut Pierrot  et rien davantage.

Au bout de quelque temps, il fit quelques profits,

            Racheta des bêtes à laine ;

Et comme un jour les vents retenant leur haleine

Laissaient paisiblement aborder les vaisseaux :

Vous voulez de l'argent, ô Mesdames les Eaux,

Dit-il, adressez-vous, je vous prie, à quelque autre:

            Ma foi, vous n'aurez pas le nôtre.

Ceci n'est pas un conte à plaisir inventé.

            Je me sers de la vérité

            Pour montrer par expérience,

            Qu'un sou quand il est assuré

            Vaut mieux que cinq en espérance ;

Qu'il se faut contenter de sa condition ;

Qu'aux conseils de la mer et de l'ambition

            Nous devons fermer les oreilles.

Pour un qui s'en louera, dix mille s'en plaindront.

            La mer promet monts et merveilles :

Fiez-vous y, les vents et les voleurs viendront.
— Jean de La Fontaine, Fables de La Fontaine, Le Berger et la Mer